# René Legrand
Pour les articles homonymes, voir Legrand.
 (octobre 2013).
Si vous disposez d'ouvrages ou d'articles de référence ou si vous connaissez des sites web de qualité traitant du thème abordé ici, merci de compléter l'article en donnant les références utiles à sa vérifiabilité et en les liant à la section « Notes et références ».
René Legrand, né à Nantes le 26 septembre 1923 et mort à La Rochelle le 23 septembre 1996, est un peintre, céramiste et décorateur d'intérieur français.
Peintre de la Nouvelle École de Paris après la Seconde Guerre mondiale, il abandonne, en 1956, la peinture pour la création et la diffusion d'objets en matières naturelles et de mobiliers en bois, sous l'enseigne « Quatre Saisons » (1965-1985).

## Biographie
Né à Nantes de Marcel Charles Adrien Legrand, licencié en droit public et législation financière, et de Thérèse Jalaber, René Legrand grandit à Paris. Sa mère se remarie avec Jacques Ferronnière, qui l'adopte. Entre 1943 et 1944, il suit les cours de l'École nationale supérieure des arts décoratifs à Paris et fréquente l’Académie de la Grande Chaumière. Après ses études, il se consacre à la peinture et à la lithographie pendant une dizaine d’années.
Legrand (il ne signe que de son patronyme), jeune peintre, fait partie de la Nouvelle École de Paris. C’est ainsi que dénomme le critique d’art Charles Estienne la génération de peintres non figuratifs qui éclot à la fin de la Seconde Guerre mondiale. Ce n’est pas une école, juste un état d’esprit commun à une génération emplie des aspirations de liberté et de créativité de l’après-guerre.
Parmi cette jeune génération apparaît un courant artistique qui se reconnaîtra sous le nom d’abstraction lyrique, par opposition à l’abstraction géométrique ou formelle. Legrand fait partie de ce mouvement. « Matière, rythme, symbolique du signe convoquent les formes et les couleurs sous la pression d’une écriture gestuelle », écrit Lydia Harambourg[réf. nécessaire] pour résumer ce courant. Les artistes de l’abstraction lyrique partagent une volonté de ne pas s’enfermer dans des structures conceptuelles, mais de laisser libre cours à leur désir d’expression personnelle hors de la figuration. « Un seul mot d’ordre, ne plus figurer » (Lydia Harambourg[réf. nécessaire]).
Portés par des personnalités comme Manessier qui soutient et encourage la peinture de Legrand, comme Roger van Gindertael, Pierre Restany et Michel Ragon, ces jeunes peintres cohabitent plus qu’ils ne forment un groupe uni, sur les cimaises des galeries Arnaud, Drouin, Jeanne Bucher, Kleber et dans les Salons créés par des critiques d’art qui les soutiennent : Salon des Réalités Nouvelles, Salon de mai et Salon d'octobre.  
À partir de 1955, la gestuelle libre de Legrand emprunte au tachisme une nouvelle voie moins contrôlée. En 1956, pris entre la difficulté d’exister en tant qu’artiste dans un milieu qui est vite devenu concurrentiel et où des courants séparent les groupes et les amitiés, et la difficulté matérielle de faire vivre une famille, René Legrand abandonne la peinture mais pas la création.
Ses amitiés artistiques de l’époque étaient pour le sculpteur Willy Anthoons, les peintres Claude Viseux et Claude Georges qui poursuivront leur parcours artistique tout au long de leur vie.

### Le designer
René Legrand épouse la céramiste Mado Jolain en 1946. Tout en menant son travail artistique de peintre, René Legrand participe aux créations de l’atelier de céramique. Parmi les productions de l’atelier, plusieurs modèles de tables basses avec plateaux en carreaux de céramique émaillés sur des piétements de métal brossé dessinés par lui.
En 1956, René Legrand fonde avec Mado Jolain-Legrand, I/D, une société d’édition pour diversifier leurs productions au-delà de la céramique. La même année, René Legrand décide de lâcher ses pinceaux, non pour arrêter de créer, mais pour créer autrement. En plus des tables basses, il dessine des porte-revues, des lampadaires, des appliques à structures métalliques. Il développe des collections d’objets en cartonnage gainé. Il adapte des objets industriels (verrerie de laboratoire)comme des productions artisanales traditionnelles (bois tourné, vannerie, tonnellerie…) à l’esprit des années 50 puis 60. Après avoir débuté au Salon de la céramique, aux côtés des céramistes Chambost, Ruelland, Jouve, Capron, Deblander…René et Mado Legrand exposent leurs créations au Salon des métiers d’art, porte de Versailles.
En 1965, ils créent leur propre enseigne « Quatre Saisons » pour présenter leurs créations dans un ensemble cohérent, qui exprime leurs convictions en matière d’ameublement intérieur, à l’opposé de l’état d’esprit des décorateurs de l’époque. Bien dans l’esprit des années 1970 qui révolutionnent le vêtement, la musique, le cinéma ou le roman, l'enseigne Quatre Saisons, avec trois magasins à Paris et trois en province, propose une nouvelle façon de se meubler décontractée avec des étagères et des meubles modulables en bois brut à peindre ou à vernir, qui se composent et se recomposent au fil de l’évolution des familles, et des équipements professionnels détournés tels que tables tréteaux, tabourets à vis, étagère de stockage industriel, etc.
En 1985, René Legrand vend Quatre Saisons et prépare un tour du monde à la voile qu’il réalise sur le bateau qu’il a construit, de 1987 à 1989. Attentif toute sa vie à l’évolution de l’art, il ne reviendra jamais à la peinture.
Il meurt à La Rochelle en 1996.

## Expositions
- 1946, 1947 et 1948, Legrand expose au Salon des moins de trente ans comme de nombreux artistes de sa génération (dont Geneviève Asse).
- En janvier-février 1950, il participe au premier Salon des Jeunes Peintres, galerie des Beaux-Arts à Paris[6].
- En 1951, il expose à la galerie Saint-Placide. Cette galerie a été ouverte en 1947 par Augustin Rumeau au 41, rue Saint-Placide pour son fils, Jean, peintre lui-même et collectionneur. Cette galerie a été connue pour son prix de la Critique. La même année, il expose au Salon de mai et entre dans les collections de l’amateur d’art belge Fernand Graindorge.
- En 1952, Legrand expose au Salon de mai, mais aussi au Salon d'octobre créé le 10 mai 1952 par Charles Estienne. Le Salon d’octobre réunit les représentants de l’abstraction lyrique. Legrand y expose aux côtés de Pierre Alechinsky, François Arnal, Roger Bissière, Jean Degottex, Émile Gilioli, Zao Wou-Ki et Charles Lapicque.
- 1953, Legrand expose à nouveau au Salon d’octobre, ainsi qu’au 9e Salon de mai[7] qui se tient au palais de New York.
- En 1954, Legrand expose du 26 février au 11 mars 1954 à la galerie Le Miroir au 70, Avenue Louise à Bruxelles.
- Du 9 juillet au 22 septembre 1954, il participe avec 16 autres jeunes artistes peintres à une exposition collective appelée Divergences à la galerie Arnaud au 34, rue du Four à Paris. La galerie Arnaud organise, la même année, deux expositions personnelles de Legrand, une de peinture du 1er au 4 avril et une de dessins du 18 novembre au 3 décembre. Une linogravure de Legrand est publiée en couverture de la revue Cimaise (septembre-octobre 1954)[8].
- 1955, il participe à une exposition de groupe, « Dix-sept peintres de la génération nouvelle », à la galerie Kleber au 24, avenue Kleber à Paris du 13 au 31 mai, avec entre autres Messagier, Martin Barré, Rezvani, Pons. La galerie-librairie Kleber est dirigée par Jean Fournier qui créera ensuite sa propre galerie. Il vend une toile au ministère de l’Éducation nationale, direction générale des arts et des lettres (mars 1955).
- 1956, Legrand expose à la galerie Grange au 21, rue Chaponnay à Lyon du 28 avril au 15 mai avec Claude Georges et Claude Viseux.

Le 10 mai 2000, son fonds d'atelier fait l’objet d’une vente posthume par Maître Robert à l'hôtel Drouot à Paris.